# Joaquín González de la Peña
Joaquín González de la Peña fue un abogado y político español, ministro de Gracia y Justicia durante el reinado de Alfonso XIII.

## Biografía
Senador por Sevilla en 1905, desarrolló su carrera profesional en la Administración de Justicia llegando a ser presidente de sala del Tribunal Supremo, cargo que ocupaba cuando fue nombrado ministro de Gracia y Justicia en el gobierno que presidiría Eugenio Montero Ríos desempeñando la cartera entre el 23 de junio y el 31 de octubre de 1905.